# Aroyo (Sudán del Sur)
Aroyo es una ciudad en Bar el Ghazal del Norte, Sudán del Sur.

## Ubicación
Aroyo se encuentra en la margen este del río Chel, al sur de Marial Bai. Justo al norte de la ciudad había un pequeño aeropuerto. En enero de 2012 se informó que 64 kilómetros de carretera se había completado entre Uwail y Aroyo. El proyecto duró de febrero a diciembre de 2011. En agosto de 2016, algunas partes de la carretera de Aweil a Aroyo habían sido arrastradas por las lluvias. Otra carretera conducía a la B41 hacia el sur. La B41 corre entre Wau y Deim Zubeir.

## Eventos recientes
El 10 de julio de 2014, un grupo de soldados que había desertado sitiaron el complejo de la empresa constructora africana Kongdai entre Aroyo y Awoda. Saquearon alimentos y medicinas de las clínicas. Las comunidades afectadas se refugiaron cerca de edificios gubernamentales. Los soldados saquearon alimentos y otros artículos domésticos del recinto y de las aldeas alrededor de Aroyo y Awoda, cargando lo que habían tomado en un vehículo robado. Los desplazados, que suman 270 familias, se establecieron temporalmente en terrenos proporcionados por el gobierno local en el centro de Aroyo. Algunos no pueden regresar a sus hogares debido a las inundaciones y al temor de que otros grupos rebeldes se acerquen y puedan atacarlos. Planearon quedarse hasta el final de la temporada de lluvias en noviembre/diciembre. Las preocupaciones incluían malaria y diarrea, falta de personal, alimentos y láminas de plástico para cubrir los refugios temporales de pasto y letrinas deficientes.
Aroyo era parte del condado de Aweil Center, pero en 2015 se convirtió en la sede del condado de Aroyo en el nuevo estado de Aweil. En agosto de 2016 se informó que el Comisionado del Condado de Arroyo no tenía vehículo. El decreto presidencial de 2015 que dividió los estados y condados de Sudán del Sur dejó a muchos de los gobiernos locales sin presupuesto ni equipo. Algunos no tenían oficinas ni vehículos.
En enero de 2017, el condado de Aroyo recibió un envío de medicamentos para 3 meses del Ministerio de Salud de Yuba. La oncocercosis seguía siendo motivo de preocupación y no había sido controlada por las autoridades estatales ni por las organizaciones no gubernamentales de salud.